# منتزه جبل حفيت الصحراوي
منتزه جبل حفيت الصحراوي، يقع منتزه جبل حفيت الصحراوي في الإمارات العربية المتحدة تحديدا في منطقة العين على سفح جبل حفيت على بُعد حوالي ساعتين بالسيارة من قلب مدينة أبوظبي، حيث تبلغ مساحته ما يقارب التسعة كيلومترات، ويقوم هذا المنتزه بشكل رئيسي على حماية التاريخ الغني للمنطقة التي يقع بها، ويتيح الفرصة لجميع الزائرين على التعرف على الملامح والمنظار الطبيعية التي تتبدل سنة تلوى الأخرى، ويعد موقع المنتزه من أوائل المواقع في دولة الإمارات العربية المتحدة التي تم إدراجها في قائمة مواقع التراث العالمي لليونسكو وذلك يعود إلى قيمتها العالية؛ حيث تقوم على تقديم شهادة وأدلة فريدة من نوعها على تطور ثقافات ما قبل التاريخ المتعاقبة في منطقة صحراوية وذلك خلال الفترة التي إمتدت من العصر الحجري الحديث إلى العصر الحديدي.

## الطبيعة البيلوجية
يتمتع منتزه جبل حفيت الصحراوي بالعديد من التنوع البيلوجي؛ حيث يحتوي على ما يقارب 42% من النباتات المسجلة في امارة أبو ظبي و 25% من الأنواع المختلفة المسجة على مستوى الإمارات العربية المتحددة، ويحتوي المنتزه على مدافن جبل حفيت التي يعود تاريخها إلى العصر البرونزي.

## مرافق المنتزه
يتكون المنتزه من واجهتين أساسيتين؛ حيث تتكون الواجهة الأولى من مجموعة كبيرة من المواقع الأثرية القديمة التي يعود تاريخها إلى 8 ألاف عام، أما الواجهة الثانية فتضم العديد من المرافق الحديثة المخصصة للتنزه والسياحة والمغامرة التي تتيح الفرصة للتمتع بالتنوع الكبير الذي يدمج ما بين الأجواء الجبلية ولأجواء الصحراوية.
يحتوي المنتزه على مطعماََ ومكتب لإستقبال الزوار على مدار الساعة، ويوفر المنتزه مكان جميل جداََ للتخييم ويوقم على تقديم وجبة الإفطار في هذا المخيم، وأيضا يقوم على توفير مرافق مجهزة لخدمات الشواء ومرافق مجهزة لإستئجار الدراجات الهوائية ، ويوفر أيضاََ مواقف سيارات مجانية وغرف عائلية وغرف لغير المدخنين.
أما بما يخص الخيام المتواجدة داخل المنتزه فهناك العديد من أشكال الخيام؛ من أشهرها خيام على شكل فقاعة حيث يعتبر هذا النوع من الانواع الاكثر رفاهية ويكون 60% من هذه الخيمة مكشوفة ليتمكن الزائر من تمتيع نظره بالطبيعة الخلابة التي تحيط بالخيمة، اما النوع الثاني فهو عبارة عن خيام على شكل قباب حيث تكو هذه الخيمة مغطاه بالكامل وتحتوي على فتحة صغيرة بالسقف فقط وذلك ليتكن الزائر من مشاهدة السماء في النهار والليل وتعطيه خصوصية عالية، أما بما يخص خدمات التخييم التقليدية؛ فهو أيضا من أهم انواع التخييم المتاحة التي تحتوي على القليل من الخدمات مقارنة بأنواع التخييم السابقة، وهناك أيضا خدمات التخييم الشخصية التي سوف يقدم لك المنتزه العديد من المساحات الخالية لتتح لك فرصة التخييم الفردية والشخصية التي تتم عن طريق إحضار الخيمة الخاصة بك ومعدات التخييم وإستئجار المسحاة الفارغة فقط.

## أنشطة ترفيهية
سوف يتمكن الزائر من القيام بالعديد من الأنشطة الترفيهية داخل المنتزه ومن أهمها:
1. مشاهد العديد من المناطق الأثرية والمقابر القديمة التي يطلق عليها اسم مدافن جبل حفيت.
2. ركوب الخيل والجمال والتنزه بها في مرافق المنتزه بين الجبال والنباتات.
3. ركوب الدراجات الهوائية؛ حيث يوجد أماكن في المنتزه تصلح لسير الدراجات الهوائية، كما يمكن تأجيرها من المنتزه والاستمتاع بركوبها.
4. المشي على الأقدام في مسارات مخصصة للتنزه.
5. التخييم وتناول وجبات الطعام المتنوعة.
6. مشاهدة النجوم.
7. إقامة حفلات الشواء في المرافق المجهزة والمخصصة التي يوفرها المنتزه.
8. تسلق الجبال؛ حيث يوفر المنتزه جولات تسلق بصحبة مرشدين إحترافيين.

## معرض الصور

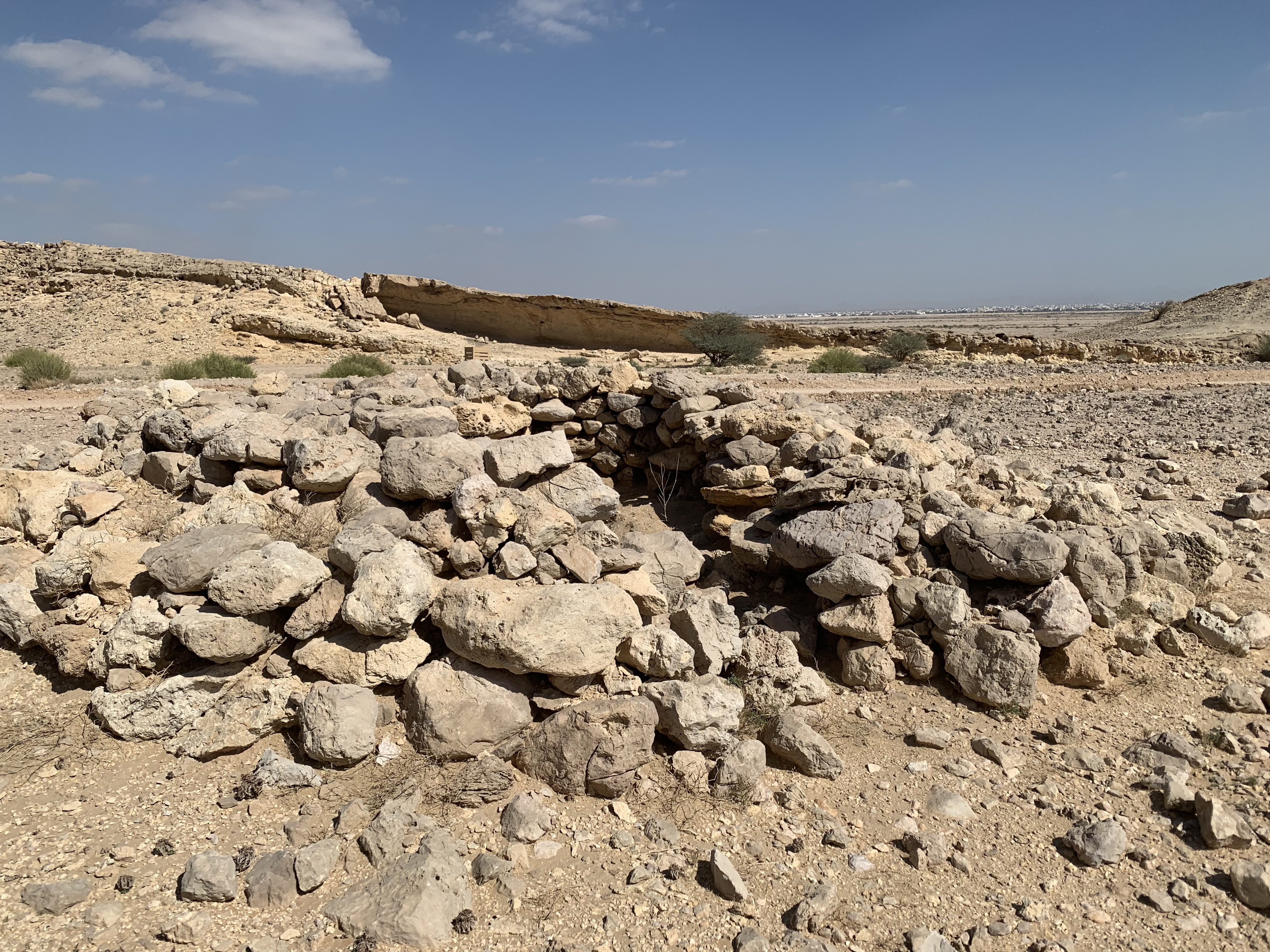
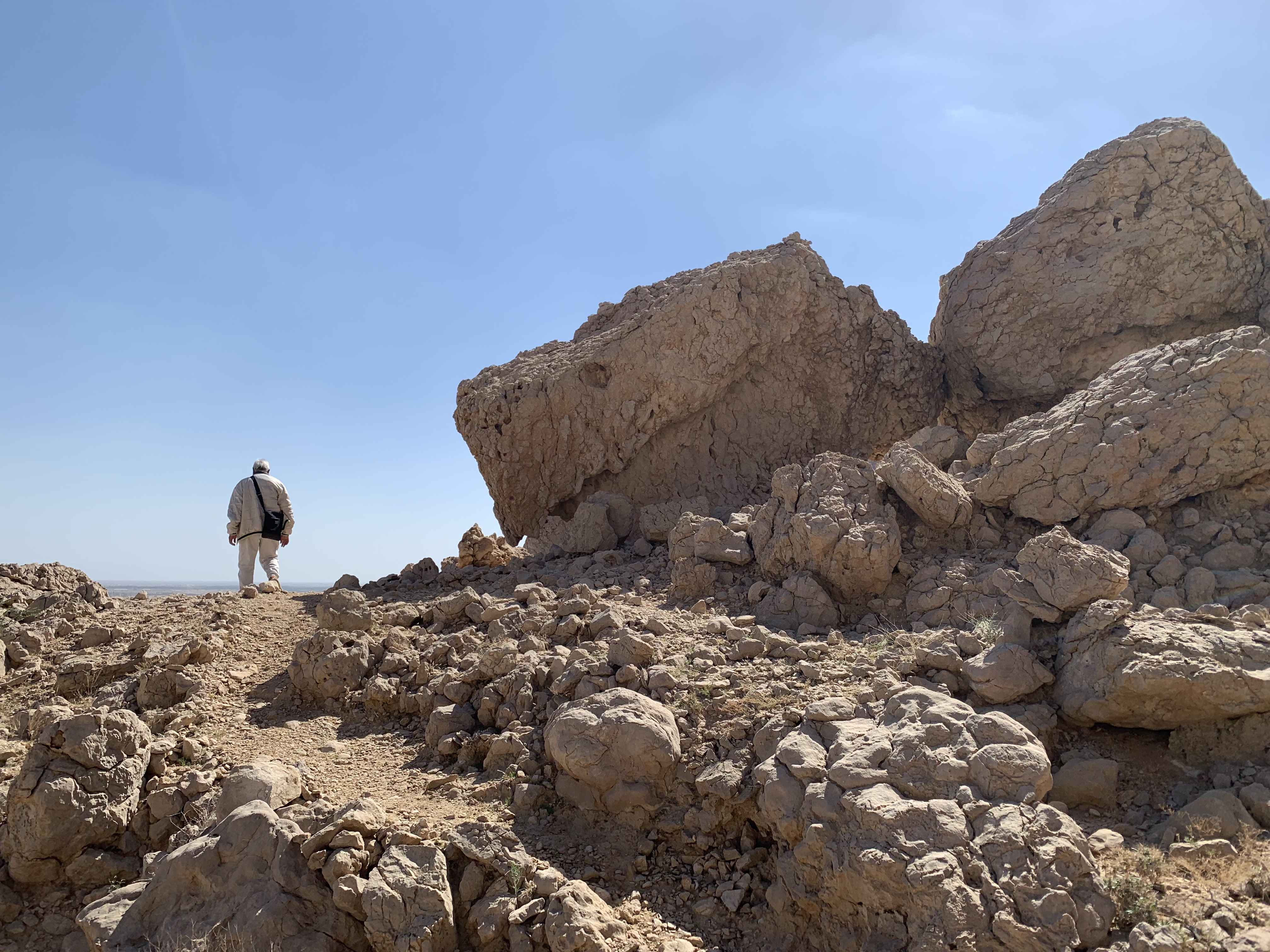
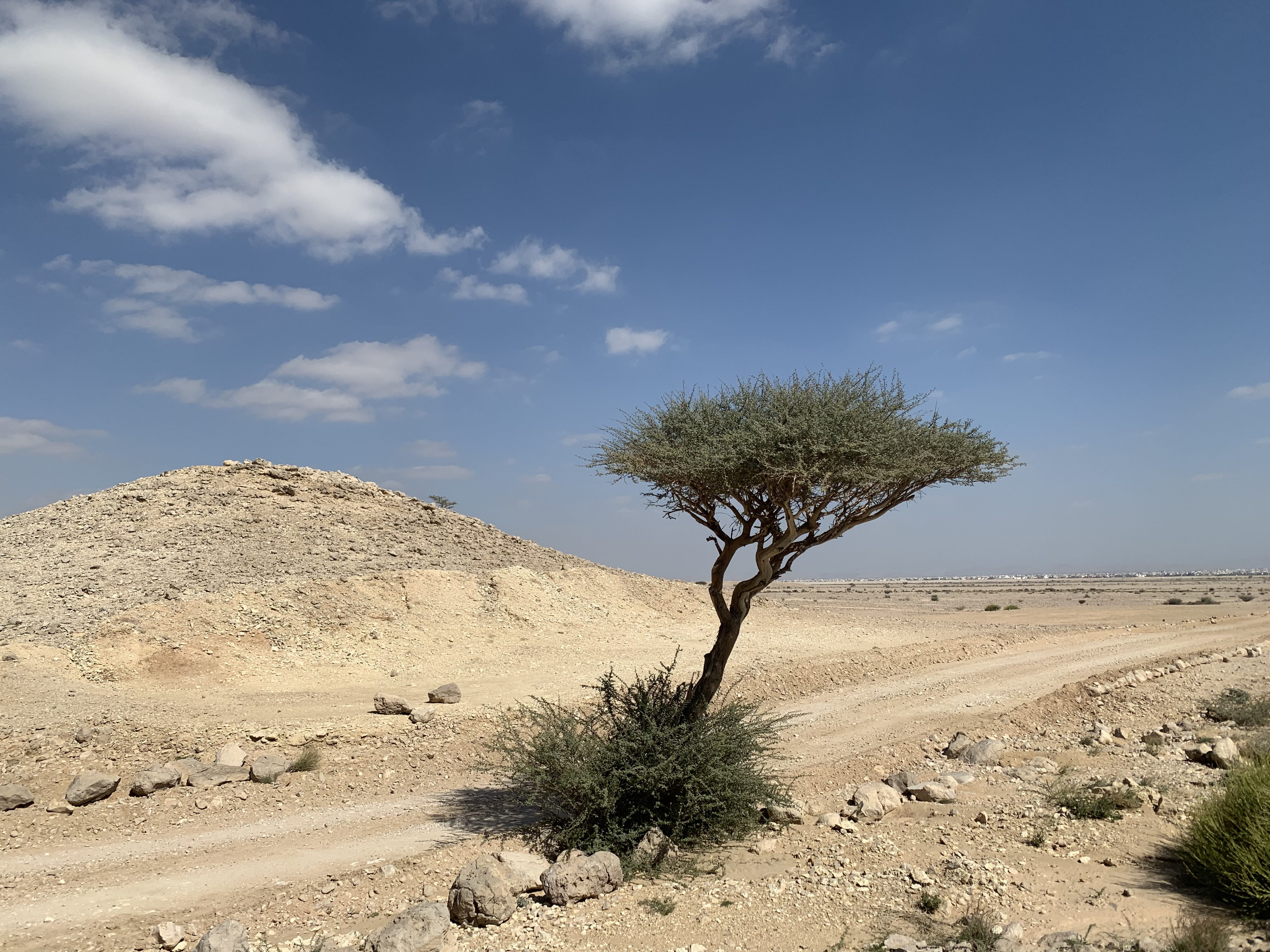
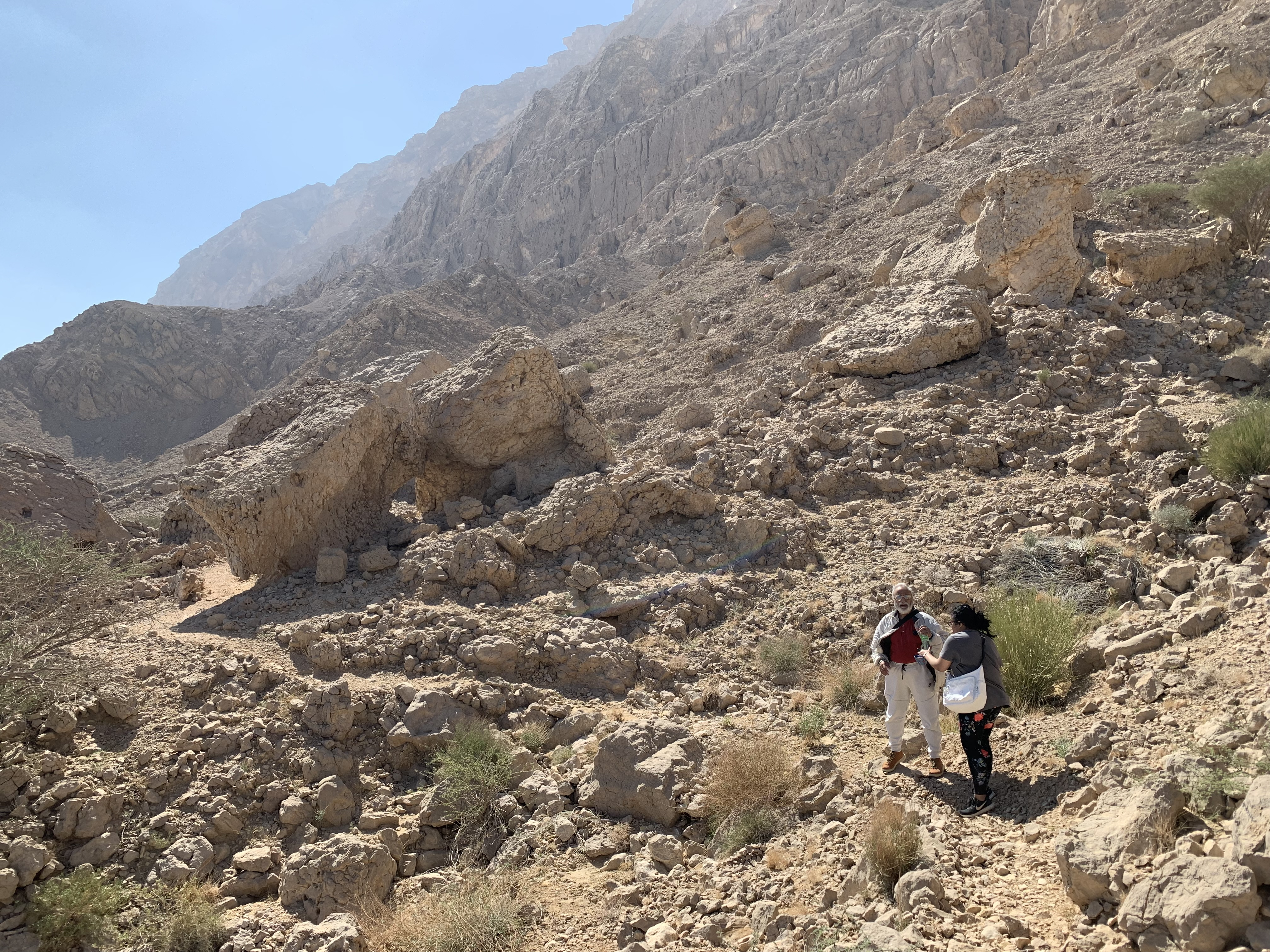
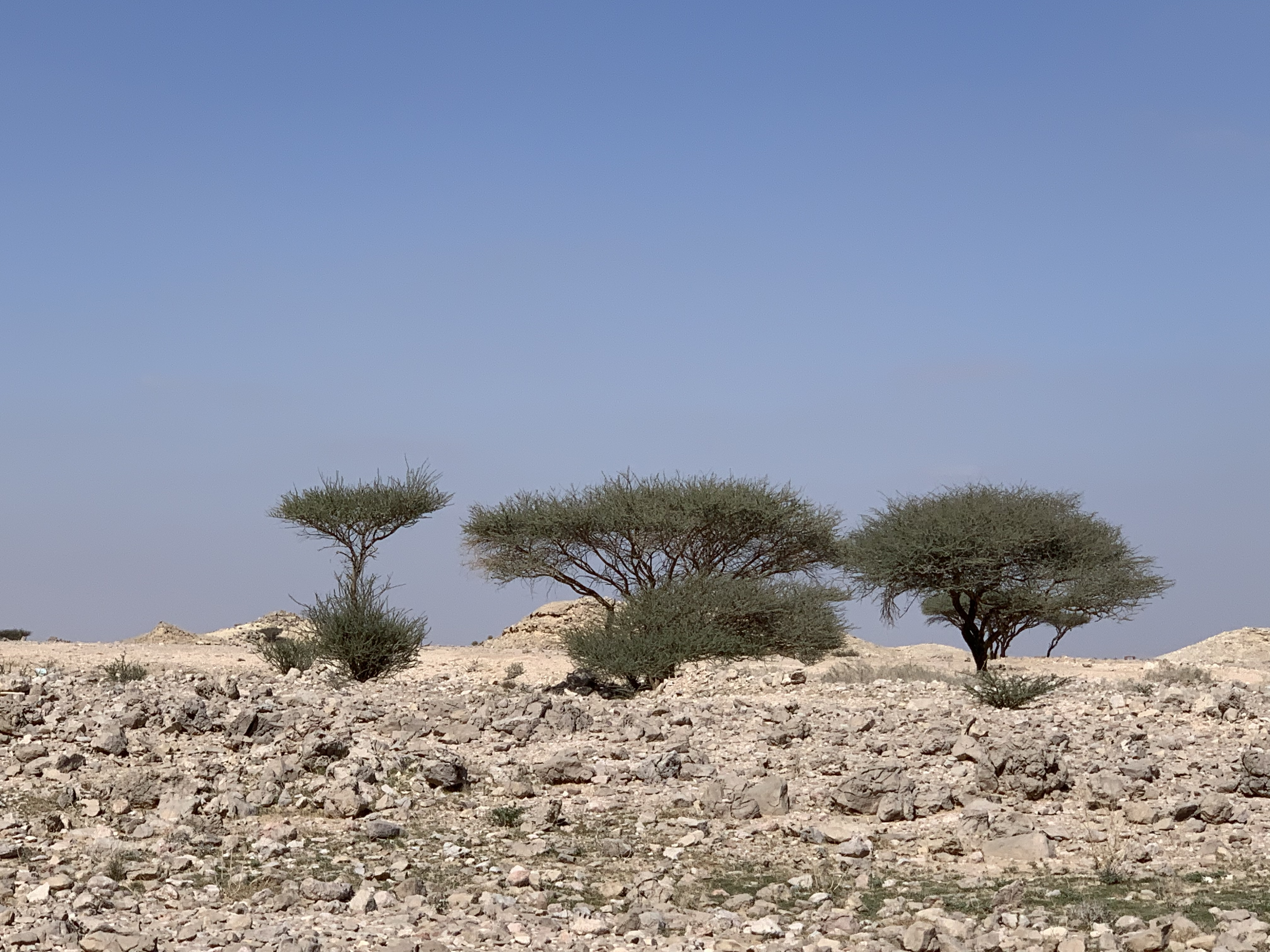

## أنظر أيضاََ
- جبل حفيت
- مدافن جبل حفيت
- العين (أبو ظبي)